# Erska socken
Erska socken i Västergötland ingick i Bjärke härad, ingår sedan 1974 i Alingsås kommun och motsvarar från 2016 Erska distrikt.
Socknens areal är 41,38 kvadratkilometer varav 39,32 land. År 2000 fanns här 2 335 invånare. Tätorterna Gräfsnäs med Gräfsnäs slott och Sollebrunn samt kyrkbyn Erska med sockenkyrkan Erska kyrka ligger i socknen.

## Historia

### Administrativ historik
Socknen har medeltida ursprung. 
Vid kommunreformen 1862 övergick socknens ansvar för de kyrkliga frågorna till Erska församling och för de borgerliga bildades Erska landskommun. Landskommunen inkorporerades 1952 i Bjärke landskommun som upplöstes 1974 då denna del uppgick i Alingsås kommun. Församlingen uppgick 2006 i Bjärke församling.
1 januari 2016 inrättades distriktet Erska, med samma omfattning som församlingen hade 1999/2000.
Socknen har tillhört län, fögderier, tingslag och domsagor enligt vad som beskrivs i artikeln Bjärke härad. De indelta soldaterna tillhörde Västgöta-Dals regemente, Väne kompani och Västgöta regemente, Barne kompani .

### Utbildning
Före skolpliktens införande bedrevs viss undervisning i socknen. År 1797 håller lärare Johan Linnarsson skola, med 16 riksdaler i lön.
Efter att kung Karl XIV Johan 18 juni 1842 bekräftat riksdagens stadga angående folkundervisning i riket, blev skolplikten lagstadgad och skulle finnas på plats i församlingarna senast 1847. Året därpå togs frågan om skolinrättning upp i Erska. Pastor H. J. Möller föreställde sockenmännen nödvändigheten av att förbereda för den föreskrivna inrättningen, men mötte viss kärvhet från sockenmännen. De svarade att man för tillfället inte kunde besluta sig, utan önskade skjuta upp ämnet tills vidare. Det dröjde ytterligare två år innan beslut fattades om att inrätta en skola. I oktober 1845 tog pastor Möller återigen upp skolhusbygget på sockenstämman, och menade att "en eller tvenne skolor för Erska och Magra socknar nödvändigt skola vara organiserade före nästa års utgång". Sockenmännen från Magra hade äskat om en gemensam skola, i vilket Erska sockenmän även instämde.

#### Erska folkskola
Erskas fick sedan sin första skolstyrelse ("direction"). Tillsammans med Directionen i Magra skulle dess ledamöter göra upp bästa sättet om skolans plats och inrättande. Till Erska Direction invaldes Herr Capten Ström på Gräfsnäs, Herr Postmästare Dahlgren, Andreas Andersson i Sollebrunn, Bengt Ericsson i Erska och Lars Andersson i Anstenstorp. Det skulle dröja ytterligare två år tills man i oktober 1847 kunde anställa skolans förste lärare, Carl Erik Norberg, som försedd med betyg, "ej blott attestera en hedrande vandel, utan ock med nit och skicklighet förrättad Skola-Läraretjänst i Bro församling av Carlstads Stift, att såsom vicarius bestrida Skollärar-tjänsten i Erska och Magra Socknars Ambulatoriska Folkskola", tills tjänsten besätts med vederbördig ordinarius.
Vidare beslutades att barn fyllda 7 år berättigas att intas i skolan, då föräldrar eller målsmän så begära, att läsåret skulle utgöras av två terminer, från 15 februari till 15 juli, samt från 1 september till 15 december, med en veckas ledighet vid påsk, samt en och annan dag efter pastorns bestämmande vid de övriga högtiderna. Därtill beslutades att undervisning skulle bedrivas varje söckendag under april, maj, juni och juli månader från kl. 9 till 12 på förmiddagen och återigen mellan kl. 1 till 4 på eftermiddagen. Under februari, mars, november och december månader från kl. 9.30 till kl. 14, samt i september och oktober mellan kl. 09 och 14. Från detta undantogs eftermiddagar före sön- och helgdagar.
Vid inskrivning skulle en avgift på 16 skillingar banco erläggas som tillföll läraren, med undantag för barn som hade stöd från fattigvården. Terminerna skulle sedan fördelas lika mellan socknarna, så att läraren läser halva terminen i varje, medan eleverna i den andra socknen försågs med hemläxor som förhördes av läraren en förmiddag var 14:e dag. Under årets varmare årstider bedrevs till en början utbildningen i sockenkyrkorna, tills det att skolhus gjorts i ordning. Erska hyrde visserligen en tjänlig lokal, men då den inte kunde begagnas delades eleverna upp i läslag efter rotar. Rörkärrs och Ärtebräckans rotar utgjorde ett läslag, till det andra hörde Erska, Torps och Hulskogs rotar. I Magra hade man tre läslag: ett bestod av Mörlanda och Barrås rotar, Magra och Bjurlanda ett annat, och det tredje av Ränne och Bratthals rotar. Under de kalla månaderna läses 4 veckor i varje av dessa läslag.
År 1848 fanns en gemensam skola för Magra och Erska på Torpa hed. Två år senare beslutades om ett byggande av skolhus vid Lekesbacken, som stod färdigt 1857. Men redan 1859 var skolan i dåligt skick och ombygge diskuterades. 1864 stod ett skolhus i Erska.
Vikarierande läraren Carl Erik Norberg lämnade snart sin post, och år 1848 tillträdde Sven Bäcklund som vikarierande lärare, för att 1861 väljas som ordinarie lärare. Han tjänade ytterligare 20 år, och avgick 1 januari 1881 med pension till Häggum. Vid Bäcklunds avskedsansökan hade han önskat om 150 kr för den planterade skolträdgården, men då sockenstämman beslutade om endast 50 kr, blev Bäcklund så arg att han slog varmt vatten på fruktträden.
År 1882 valdes Karl Jakobsson i Tostared enhälligt till ordinarie lärare, och startade året därpå fortsättningsskola. 1884 satte Jakobsson in en kamin och 4 ventiler på egen bekostnad, samt en flagga. 1885 introducerades träslöjd som ämne, efter att Jakobsson ha gått slöjdkurs i Nääs. Den 21 maj 1900 blev Frida Jakobsson lärarinna i syslöjd, efter att ha gått slöjdkurs i Mellerud. Karl Jakobsson avgick 1912, och tillträdde som lärare gjorde Fridolf Dahlén 1913. Efter en folkskoleinspektion 1913 begärdes att en ny folkskola skulle byggas i Erska. 
Senare lärare var bl. a. Sven Agnell.

#### Erska småskola
Småskolan i Erska stod färdig 1880, och Emma Sjöblom blev dess första lärarinna. Fröken Sjöblom var ambulerande lärarinna mellan 1875 och 1885, då hon avgick. Sjöblom undervisade även i slöjd, och lärde ut bland annat halmflätning. 1886 tillträdde Johanna Andersson som ordinarie lärarinna, och arbetade där till sin pension 1909, då hon efterträddes av Märta Jakobsson. Unga Jakobsson dog redan 1927 vid 36 års ålder.
Erska folkskola kom att ersättas av Sollebrunns folkskola, Sollebrunnsskolan, som invigdes lördagen 5 december 1953.

## Geografi
Erska socken ligger norr om Alingsås med sjön Anten i söder, Risveden i väster och kring Mellbyån. Socknen har odlingsbygd i dalgångar och är i övrigt en skogsbygd.
| - Grunneberget - Mjölsered, by nära Torpaån - Puretorp, by vid Torpaån. - Ryd - Sollebrunn, större by vid Torpaån. Flera landsvägar sammanlöpte här. Här fanns också tingsställe, poststation och gästgiveri. - Torp, by vid Torpaån. - Andersabo, Andersbo, gård under Gräfsnäs. - Anstorp, (äldre Anstenstorp, ännu äldre Arnstenstorp), gård och by under Gräfsnäs. - Bäckeholmen, äldre namn på Smörbacken, gård under Gräfsnäs. - Dammen, gård under Gräfsnäs. - Gräfsnäs slott, herresäte beläget vid norra ändan av sjön Anten som en tid var ett fideikommiss, men vid 1880-talet tillhörde hertigen av Augustenburg och upptog ungefär halva socknen. | - Hjälmstorp, (Hjälmetorp), historiskt även kallat Skomakartorpet gård nära Torpaån som ägs av Gräfsnäs. - Hjortebacken, gård vid Torpaån lydande under Gräfsnäs. - Hålskogen, äldre Hålskog, Hulskog, Hulaskog, gård under Gräfsnäs. - Koberg, vid 1880-talet en fideikommissegendom i Lagmansereds och Erska socknar med huvudgården belägen vid sjön Vanderydsvattnet. - Lindås, (Linnås), gård under Gräfsnäs. - Mjölserud, (Mjölsered), gård under Gräfsnäs. - Prästtorp, gård under Gräfsnäs. - Kvarnebacken, gård tillhörande Gräfsnäs. - Rörkärr, gård under Gräfsnäs. - Saxebo, gård under Gräfsnäs. - Spånaretorp, (Spånas), gård under Gräfsnäs. - Tralltorp, (Trolltorp), gård vid Torpaån under Gräfsnäs. - Valkås, gård under Gräfsnäs. - Ärtebräckan, gård under Gräfsnäs. |

## Fornlämningar
Boplatser och tre hällkistor från stenåldern är funna. Från järnåldern finns ett större gravfält, benämnt Erska lunde.

## Befolkningsutveckling
Befolkningen ökade från 658 till 1 339 1880 varefter den minskade till 1 103 1910 då den var som minst under 1900-talet. Därefter vände folkmängden uppåt igen till 2 250 1990.

## Namnet
Namnet skrevs 1407 Yrska och kommer från kyrkbyn. Namnet har oklar tolkning.